# فنتون إم. سلوتر
فنتون إم. سلوتر هو سياسي أمريكي، ولد في 10 يناير 1826، وتوفي في 29 مايو 1897. نشط حزبياً في الحزب الديمقراطي. وقد انتخب عضو جمعية ولاية كاليفورنيا ‏.